# Димитър Белоречки
 Тази статия е за българския революционер.  За българския писател вижте Димитър Осинин.  
Димитър Белоречки (изписване до 1945 година: Димитъръ Бѣлорѣчки) е български революционер, горноджумайски околийски войвода на Вътрешната македонска революционна организация (ВМРО).

## Биография
Роден е в пределите на Стара България, преди Балканската война. Заселва се в Горна Джумая, където се присъединява към ВМРО. Става околийски войвода на организацията.
Водачът на ВМРО Иван Михайлов пише за Белоречки:
| „ | Димитъръ Бѣлорѣчки, заселенъ въ града отъ Стара България, предприемчивъ, пъргавъ и боякъ човѣкъ. Бивалъ е началникъ на градската чета. | “ |